# راشيل أزاريا
راشيل أزاريا (بالعبرية: רחל עזריה، من مواليد 21 ديسمبر 1977) سياسية إسرائيلية تشغل حاليا منصب عضو في الكنيست في حزب كولانو.